# Martynas Gedvilas
Martynas Gedvilas (*  16. September 1989 in Telšiai) ist ein litauischer Politiker, seit November 2024 Mitglied des Seimas.

## Leben
Nach dem Abitur am Gymnasium absolvierte Martynas Gedvilas 2012  das Bachelorstudium der Rechtswissenschaft an der Betriebswirtschaftshochschule Klaipėda in der litauischen Hafenstadt Klaipėda.
Von 2012 bis  	2016 arbeitete er als Produktionsleiter im Unternehmen 	UAB „Medveža“ und von 2016 bis 2017 leitete er den Sportclub VŠĮ Telšių sporto klubas „Smešas“. Von 2016 bis 2019 war er Trainer im Unternehmen 	MB „Sporto vitaminas“. Von 2018 bis 2020 leitete er das Unternehmen UAB „Sportesa“ und von 2020 bis 2022 UAB „Medveža“. Von 2023 bis 2024 arbeitete er als Produktionsoperator im Unternehmen AB „Orlen Lietuva“. In der Parlamentswahl in Litauen 2024 wurde er ins 14. Seimas ausgewählt.
Seit 2024 ist er Mitglied von „Nemuno aušra“. Von 2020 bis 2023 war er Mitglied von Laisvė ir teisingumas, von 2017 bis 2020 Partija Tvarka ir teisingumas.
Er ist verheiratet.